# Kvittering
En kvittering er en skriftlig anerkendelse, som en modtager af en ydelse giver til den ydende for at bekræfte, at ydelsen er erlagt eller præsteret. Kvitteringen udgør derfor yderens bevis for, at dette er sket.
Den ydelse, som en kvittering dækker, kan typisk være betaling af et skyldigt pengebeløb eller levering af fysiske genstande, som er bestilt fra en leverandør, eller som har været udlånt og tilbageleveres efter endt brug.
Dækker en ydelse ikke fuldstændigt, hvad der skyldes, kaldes kvitteringen for en a conto kvittering. I modsætning hertil tales om en saldokvittering, når den erlagte ydelse tjener til fuld afgørelse af parternes mellemværende.
Den som afgiver kvittering, anerkender derved skyldforholdets ophør. Ifølge de almindelige, juridiske regler om aftalers ugyldighed kan denne anerkendelse dog trækkes tilbage, hvis den senere viser sig at være afgivet under bristende forudsætninger.
I en række lande har man krav på en kvittering, når man betaler for noget. Det er tilfældet i Danmark, hvor bestemmelser herom bl.a. fremgår af betalingskortloven (Lov om visse betalingsmidler) og gældsbrevloven. Kravet gælder dog ikke, hvis ydelsens erlæggelse kan dokumenteres på anden måde, som f.eks. ved en pengeoverførsel gennem en bank.